# مينورو فوجيتا
مينورو فوجيتا (باليابانية: 藤田ミノル؛ بالكانا: ふじた ミノル) هو مصارع هاوي ياباني، ولد في 5 سبتمبر 1977 في Onoda, Yamaguchi ‏ في اليابان.

## روابط خارجية
- مينورو فوجيتا على موقع CageMatch worker (الإنجليزية)